# Life (álbum de Neil Young)
Life es el decimoséptimo álbum de estudio del músico canadiense Neil Young, grabado junto al grupo Crazy Horse y publicado por la compañía discográfica Geffen Records en 1987.
El álbum, el primero con Crazy Horse desde el lanzamiento de Re-ac-tor en 1981 y el último bajo el sello Geffen Records, incluyó varias canciones que manejan el tema de la política mundial y el rol de los Estados Unidos en el mundo. Al respecto, «Long Walk Home» se identifica con las tropas desplegadas en ultramar. Aunque escritas sobre la política exterior del momento, Young encontró un nuevo significado para estas canciones en el nuevo contexto de la invasión y posterior guerra de Irak en 2006. Durante la gira Freedom of Speech Tour en promoción de Living with War, Young publicó videos de las canciones «Mideast Vacation» y «Long Walk Home» en su página web. Ambos videos fueron posteriormente publicados en el álbum Living with War: In the Beginning. 
Gran parte de Life fue grabado en directo en el Universal Amphitheatre de Universal City, California los días 18 y 19 de noviembre de 1986. «Mideast Vacation», «Around the World» y «When Your Lonely Heart Breaks» fueron grabados el día 18, mientras que «Inca Queen», «Too Lonely» y «Prisioners of Rock 'n Roll» fueron registrados el día 19. «Long Walk Home» es una mezcla de versiones grabadas durante ambas fechas. Por otra parte, la canción «We Never Danced» apareció previamente en la banda sonora del largometraje Made in Heaven.

## Lista de canciones
Todas las canciones escritas y compuestas por Neil Young. 
| N.º | Título                          | Duración |  |
| 1.  | «Mideast Vacation»              | 4:21     |  |
| 2.  | «Long Walk Home»                | 4:56     |  |
| 3.  | «Around the World»              | 5:26     |  |
| 4.  | «Inca Queen»                    | 7:56     |  |
| 5.  | «Too Lonely»                    | 2:48     |  |
| 6.  | «Prisioners of Rock 'n Roll»    | 3:12     |  |
| 7.  | «Criyn' Eyes»                   | 2:52     |  |
| 8.  | «When Your Lonely Heart Breaks» | 5:16     |  |
| 9.  | «We Never Danced»               | 3:37     |  |

## Personal
Músicos
- Neil Young: guitarra, armónica, teclados y voz.
- Crazy Horse:
  - Frank "Poncho" Sampedro: guitarra, teclados y coros.
  - Ralph Molina: batería y coros.
  - Billy Talbot: bajo y coros.

## Posición en listas
| País           | Lista                 | Posición |
| -------------- | --------------------- | -------- |
| Canadá         | Canadian Albums Chart | 42       |
| Estados Unidos | Billboard 200         | 75       |
| Reino Unido    | UK Albums Chart       | 71       |
| Países Bajos   | Mega Album Top 100    | 50       |
| Suecia         | Albums Top 60         | 9        |

| Sencillo         | Lista                  | Posición más alta |
| ---------------- | ---------------------- | ----------------- |
| «Long Walk Home» | Mainstream Rock Tracks | 14                |